# امیرپت
امیرپت (به انگلیسی: Ameerpet) یک منطقهٔ مسکونی در هند است که در آندرا پرادش واقع شده‌است.